# Matthaea pubescens
Matthaea pubescens är en tvåhjärtbladig växtart som beskrevs av Elmer Drew Merrill och Janet Russell Perkins. Matthaea pubescens ingår i släktet Matthaea och familjen Monimiaceae. Inga underarter finns listade i Catalogue of Life.